# Lotfolláh sejk-mecset
Lotfolláh sejk mecset  (Perzsa: مسجد شیخ لطف الله Masjed-e Sheikh Lotf-ollāh) a szafavida építészet kiemelkedő alkotása az iráni Iszfahánban, a Nags-e Dzsahán tér   keleti részén. Építését Nagy Abbász sah rendelte meg Saikh Bahái főépítésztől, aki a munkát 1603 és 1618 között elvégezte. A kupolás csarnok Mohamed Reza alkotása. 
A Nags-e Dzsahán  („a világ képe”)  teret építményeivel együtt  az UNESCO 1979-ben  kulturális helyszínként vette fel a világörökségi listára.

## Építészet
Lotfolláh Maiszi al-Amili sejk híres, korának nagy tekintélyű hittudósa volt, akit Nagy Abbász hívott udvarába. Bár a mecset még  a sejk életében elkészült, csak halála után, 1622 körül nevezték el az építményt róla. 
A mecset egy 19 m oldalhosszúságú, egyenlő oldalú tér, amelyet impozáns, szokatlan módon színezett, sárgásbarna  kupola fed. A kibla szerinti tájolás miatt mihrábja a főhomlokzattal  mintegy 45 fokos szöget zár be. Az kapuívánt 1940 után Reza Pahlavi sah építtette, amikor a komplexumot restaurálták. Ez egy sötét folyosóra vezet, amely a mihrábot két oldalról megkerülve, azzal  szemben biztosítja a bejutást a harmonikusan kialakított, gazdagon díszített  belső térbe. A hagyományos homlokzattagolású falfelület alul négyszögletes, a kupola alatt nyolcszögletű, amelyet spirális vakárkádsor kapcsol össze. Ennek előképe a még a szeldzsukok  által 1088-ban épített iszfaháni nagymecset. A kupola egyhéjú, így kivételt képez a szafavida építészeti megoldások között. 
A belső falfelület csempedíszítése sem a szafavida hagyományokat tükrözi. A napkoronát mintázó kupoladíszítés kihasználja az ablakrácsokon bevetülő napsugarak fényjátékát, ezzel a kék csempedíszítés különleges hatásúvá válik. A kék alapon fehér színű kalligráfiát Ali Reza Abbászi, az udvari kalligráfus tervezte. 
Az épület funkcióját ma is többen vitatják. A bejárat felirata szerint mecset (maszdzsid), azonban a mecset kötelező elemei, a minaretek, ívánok, vagy az árkádos udvar hiányzik. Szerkezetét tekintve inkább mauzóleum lehetett, de temetkezésre utaló bizonyítékokról nincs tudomásunk. Felmerült a királyi kápolna lehetősége is, de az iráni építészettől ez az épülettípus idegen, és a palotaegyüttestől is messze van.

## Galéria

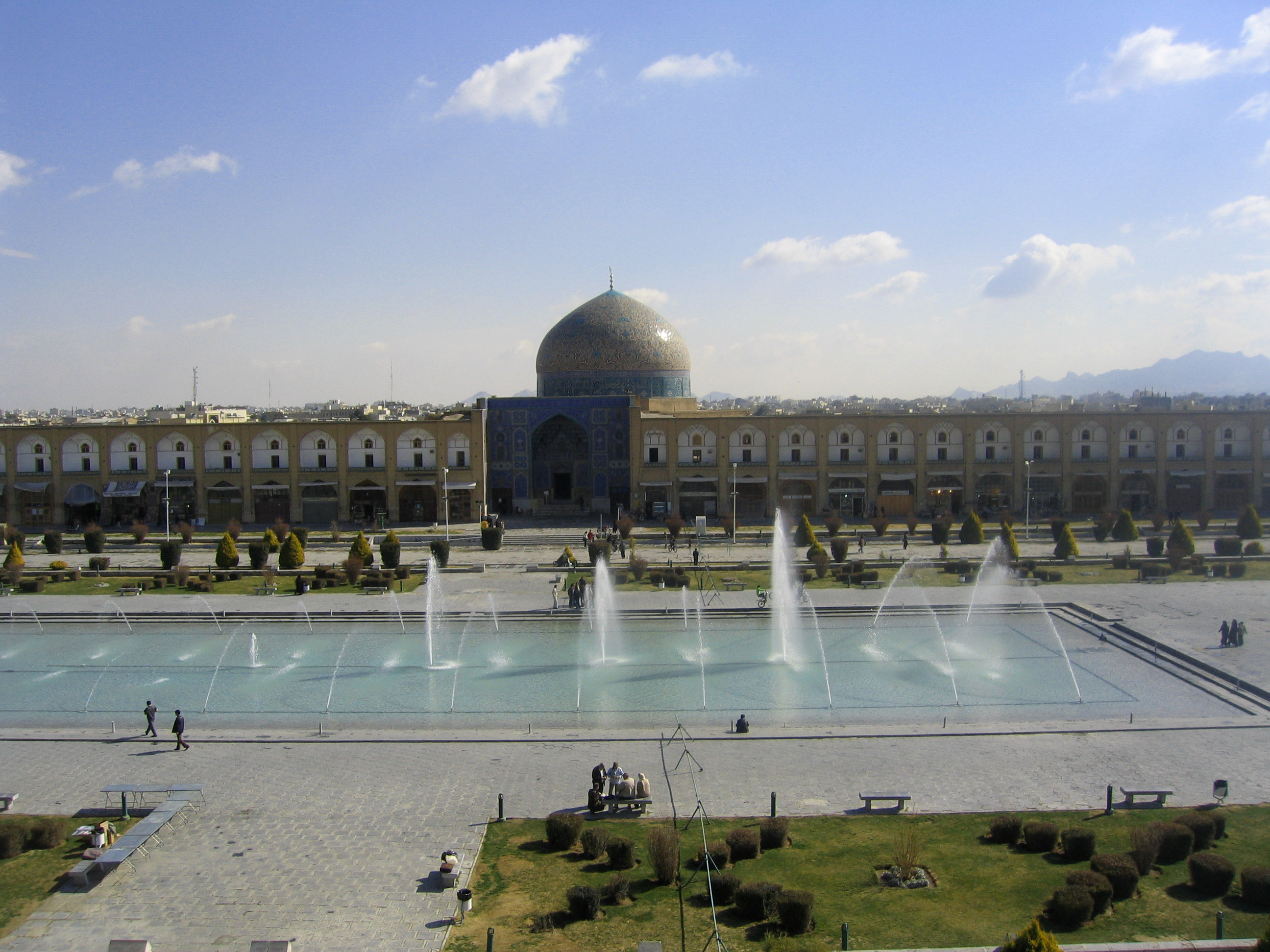
Távlati kép az Ali Kapu tér erkélyéről
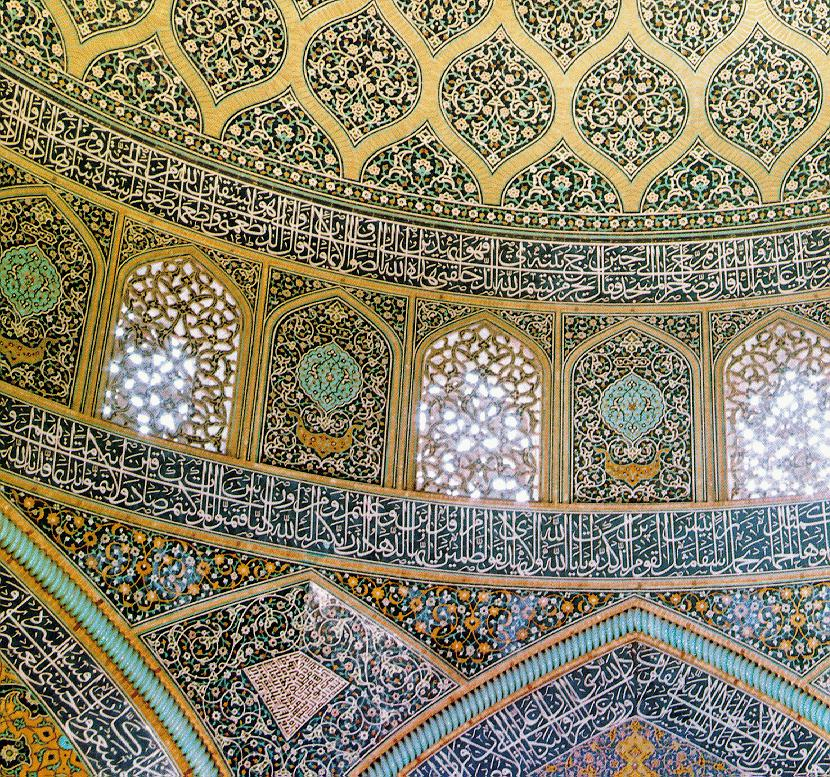
A mecset belső díszítése
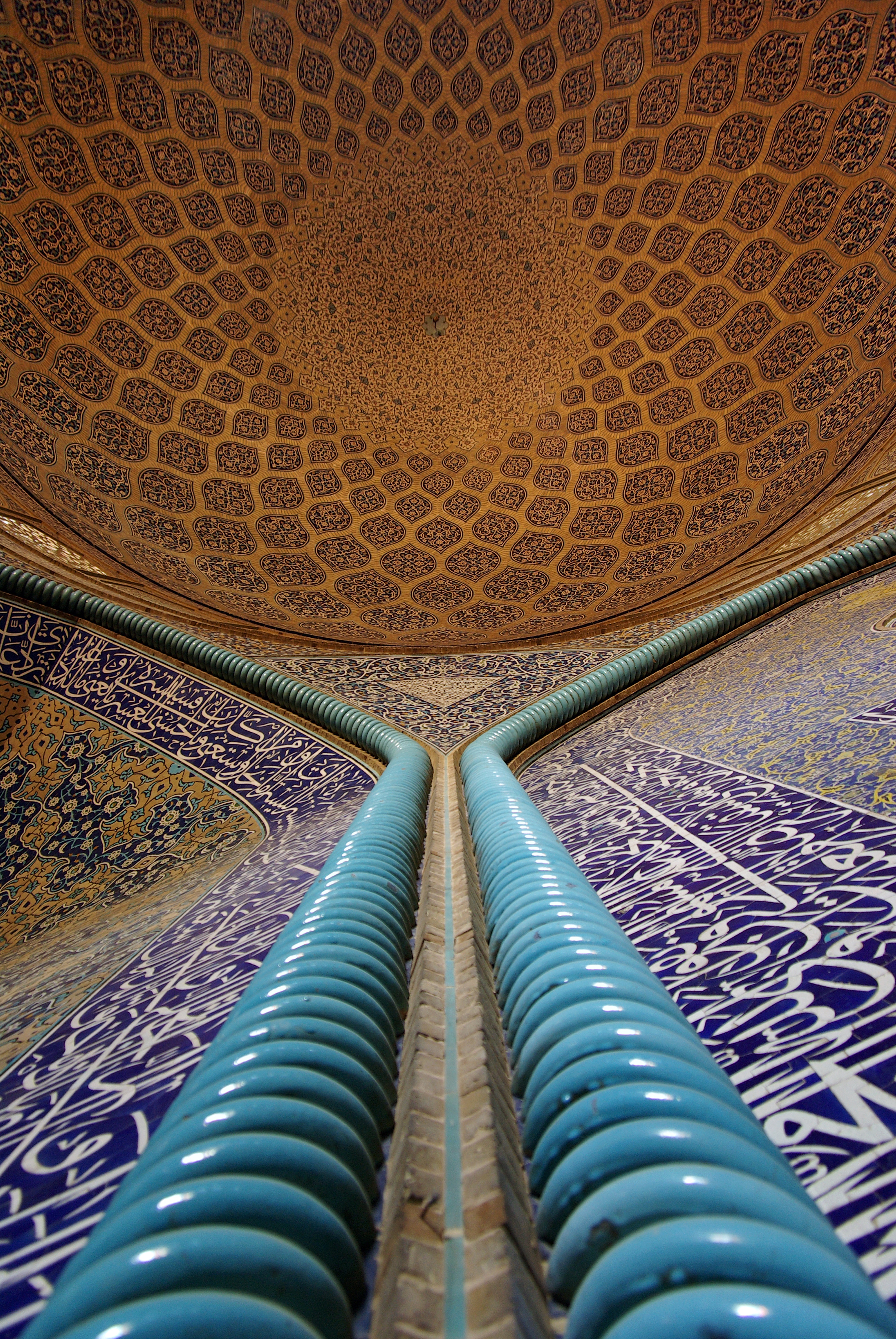
A falak és a mennyezet díszítései
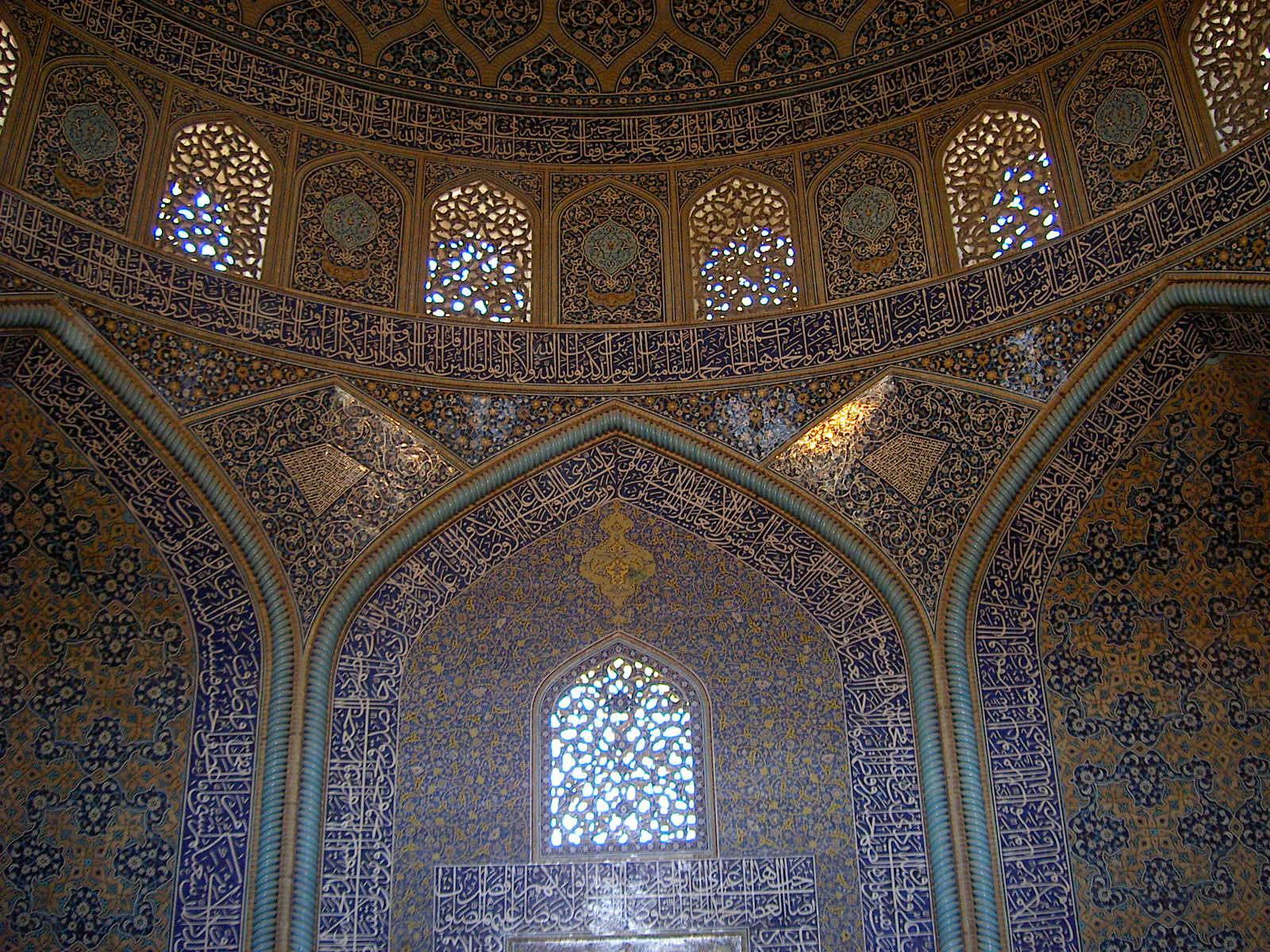
A kupola, és az ablakok
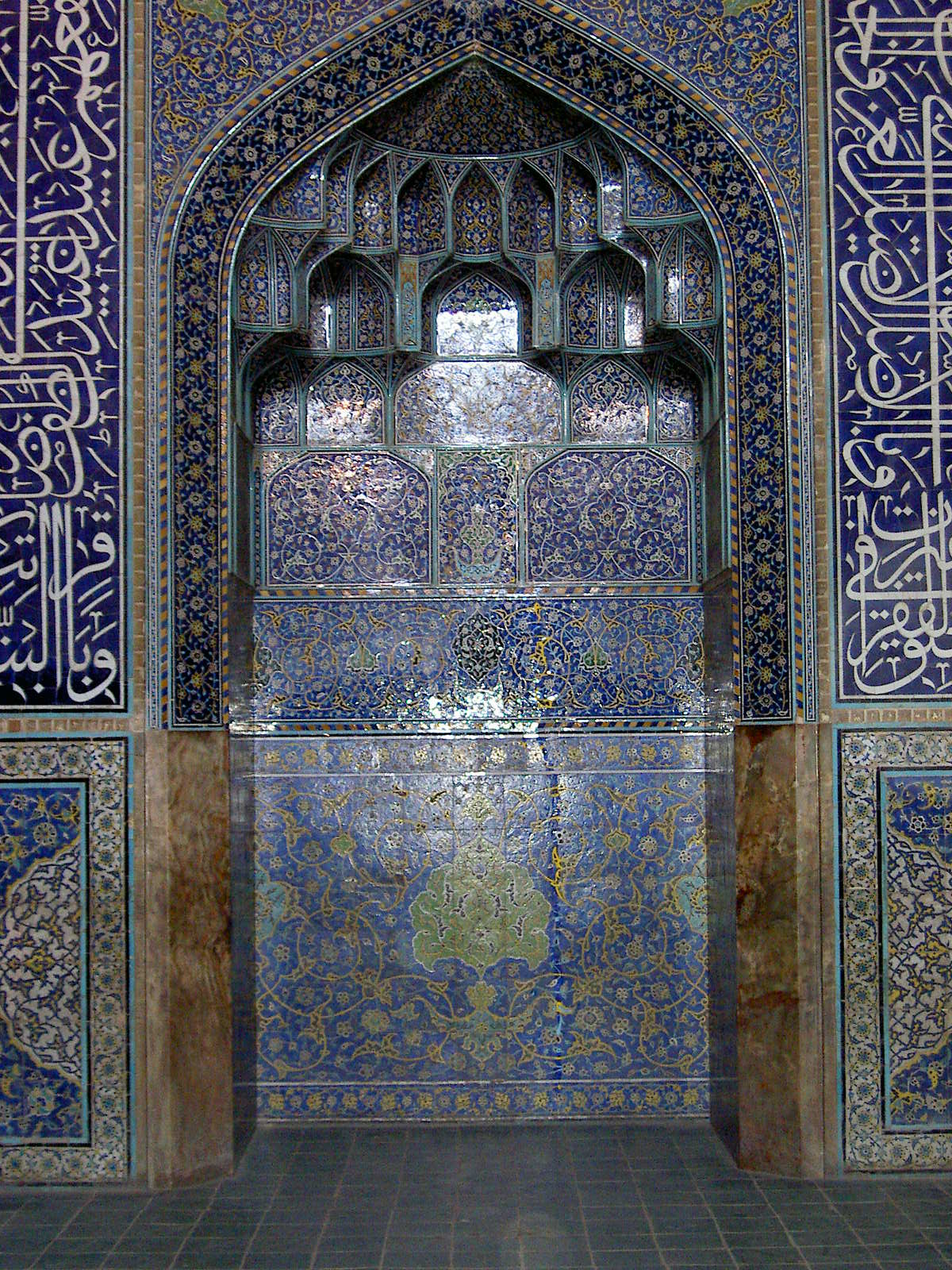
Mihráb
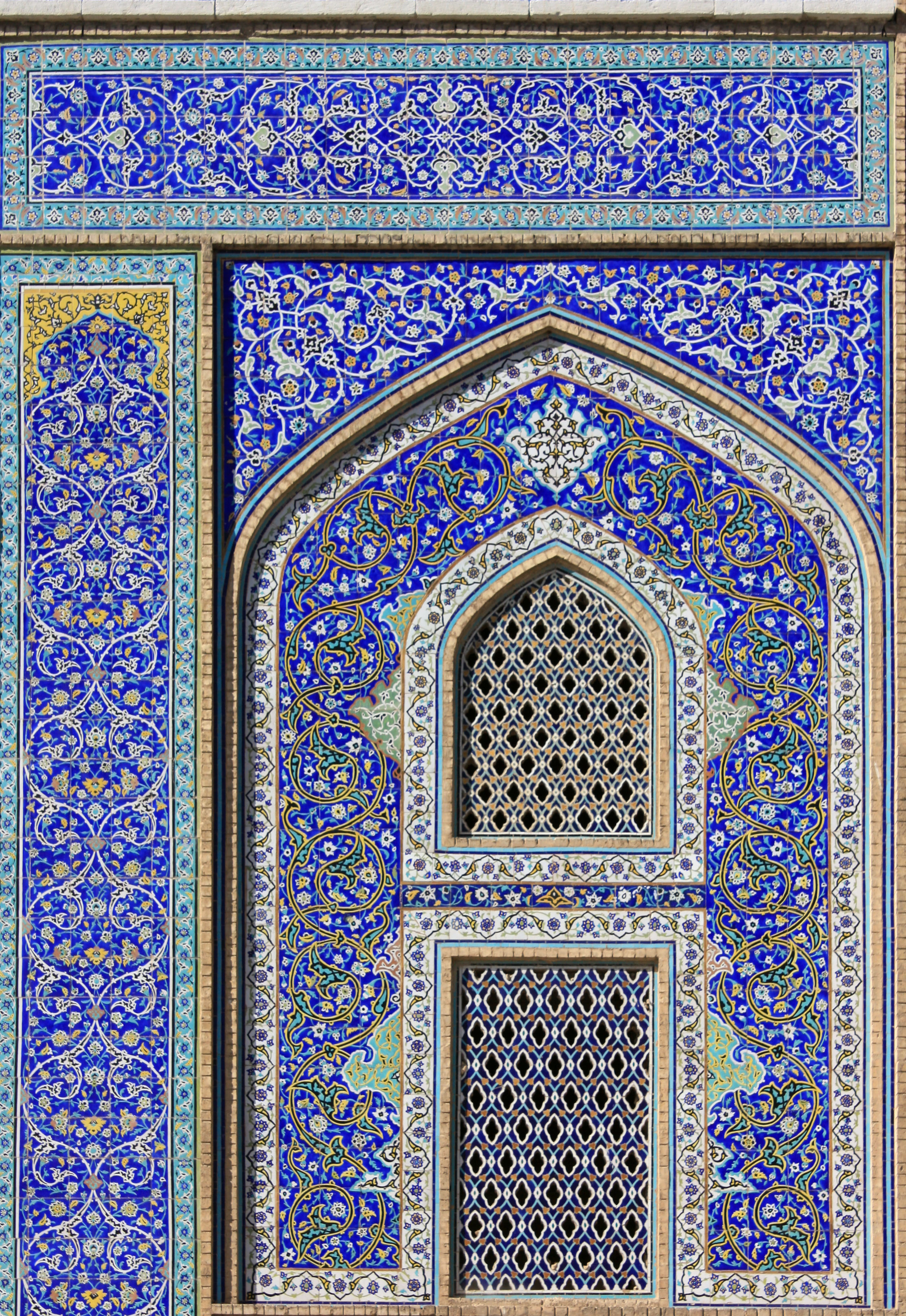
Csempék